# Roberto Antonelli
Roberto Antonelli (Morbegno, 29 maggio 1953) è un allenatore di calcio ed ex calciatore italiano, di ruolo centrocampista.

## Biografia
Nativo di Morbegno, cittadina lombarda della Valtellina, ricevette dai tifosi il soprannome di «Dustin» per via dell'aspetto che ricordava quello dell'attore statunitense Dustin Hoffman.
È il padre di Luca Antonelli (1987-), ex calciatore attivo come professionista dal 2006 al 2022 e, come lui, militante in Milan e Genoa.

## Carriera

### Giocatore
Cresciuto nel Monza, Antonelli debuttò in prima squadra del club biancorosso nel 1972 guadagnandosi tra i tifosi il soprannome di «Gianni Rivera della Brianza»; acquistato una prima volta dal Milan nel 1975, nel mercato d'ottobre fu ceduto in prestito al L.R. Vicenza in serie B, tornò a Milano per fine prestito e per la stagione 1976-77 fu girato nuovamente al Monza, con cui mancò la promozione in A all'ultima giornata a causa di una sconfitta a Modena.
Terminato anche tale secondo prestito, rientrò in pianta stabile al Milan.
Già al primo anno in rossonero Antonelli si mise in luce per capacità di inserimento e tocco di palla, tanto che la stampa sportiva espresse perplessità sul fatto che giunti a più di metà campionato non fosse ancora titolare; finì la stagione con 14 presenze, ma già dal successivo campionato trovò più continuità e considerazione da parte del tecnico Nils Liedholm, tanto da essere preferito a centrocampo spesso a Fabio Capello e a Gianni Rivera, rispettivamente alla penultima e ultima stagione della loro carriera: furono 21 le sue presenze, corredate da 5 reti, che contribuirono alla conquista dello scudetto della Stella, il decimo della storia del club rossonero.
L'anno successivo il Milan fu tra i club rimasti implicati nello scandalo del calcioscommesse e retrocessi in serie B, ma Antonelli accettò la discesa di categoria; contribuì all'immediata promozione con quindici goal che gli valsero anche il riconoscimento individuale di miglior marcatore del campionato.
La stagione 1981-82 si risolse in un'ennesima retrocessione, in tale occasione sul campo; nonostante il declassamento della squadra, comunque, Antonelli aggiunse al proprio palmarès la conquista della coppa Mitropa 1982.
Essendo il Milan in difficoltà finanziarie e bisognoso di monetizzare, cedette vari elementi tra i più redditizi della rosa, tra cui lo stesso Antonelli, pagato 800 milioni di lire dal Genoa, all'epoca in serie A.
Dopo una prima salvezza ottenuta alla penultima giornata nel 1983, giunse la retrocessione l'anno successivo; Antonelli si trasferì quindi alla Roma per una stagione, dopodiché tornò a Monza nel 1985 per disputarvi la sua ultima stagione da professionista.
Mai convocato in nazionale maggiore, vestì in un'occasione l'azzurro dell'Italia Sperimentale a Bologna nel 1979 perdendo 1-3 contro l'Unione Sovietica.

### Allenatore
Nel 1990 assunse la guida tecnica della Caratese neopromossa in Interregionale e la lasciò nel 1993 dopo tre salvezze.
La più rilevante esperienza, in termini di categoria, fu la guida tecnica del Monza nel 1999 per tre stagioni.

## Palmarès

### Club
- Coppa Italia Serie C: 2 
Monza: 1973-74, 1974-75
- Campionato italiano: 1 
Milan: 1978-79
- Campionato italiano di Serie B: 1 
Milan: 1980-81
- Coppa Mitropa: 1 
Milan: 1981-82